# Andover (Nova York)
Andover és una població dels Estats Units a l'estat de Nova York. Segons el cens del 2000 tenia 1.073 habitants.

## Demografia
Segons el cens del 2000, Andover tenia 1.073 habitants, 432 habitatges, i 282 famílies. La densitat de població era de 414,3 habitants/km².
Dels 432 habitatges en un 30,6% hi vivien nens de menys de 18 anys, en un 53,9% hi vivien parelles casades, en un 7,6% dones solteres, i en un 34,7% no eren unitats familiars. En el 29,4% dels habitatges hi vivien persones soles el 14,8% de les quals corresponia a persones de 65 anys o més que vivien soles. El nombre mitjà de persones vivint en cada habitatge era de 2,48 i el nombre mitjà de persones que vivien en cada família era de 3,09.
Per edats la població es repartia de la següent manera: un 26% tenia menys de 18 anys, un 9,8% entre 18 i 24, un 24,2% entre 25 i 44, un 23,7% de 45 a 60 i un 16,3% 65 anys o més.
L'edat mediana era de 38 anys. Per cada 100 dones de 18 o més anys hi havia 89 homes.
La renda mediana per habitatge era de 31.563 $ i la renda mediana per família de 38.125 $. Els homes tenien una renda mediana de 30.417 $ mentre que les dones 20.804 $. La renda per capita de la població era de 17.766 $. Entorn del 7,3% de les famílies i el 12% de la població estaven per davall del llindar de pobresa.